# Sveriges arbetares arbetslöshetskassa
Sveriges Arbetares Arbetslöshetskassa (SAAK) är en svensk syndikalistisk arbetslöshetskassa med band till SAC. Kassan grundades 1954. Huvudkontoret för kassan ligger på Sveavägen 98 i Stockholm.

## Organisation
Högsta beslutande organ för kassan är stämman, som sammanträder årligen. Stämman utgörs av nio ombud som väljs direkt av medlemmarna. Mellan stämmorna träffas styrelsemedlemmarna månatligen. Styrelsen består av fyra ledamöter och väljs av stämman. En femte ledamot utses av Inspektionen för arbetslöshetsförsäkringen. Stämman har, förutom att välja styrelseledamöter, till uppgift att bland annat bestämma budgeten och storleken på medlemsavgiften. Det är även hos stämman som inkomna motioner behandlas.
I juli 2021 meddelades att respektive årsstämma beslutat om ett sammangående av SAAK och Svenska Hamnarbetarförbundets a-kassa. Beslutet träder i kraft i november samma år.

## Medlemskap
Inträde till SAAK regleras som för andra a-kassor av det så kallade inträdesvillkoret, angivet i lagen (1997:239). Inträdesvillkoret innehåller specifikationer om vilken mängd arbete som måste ha utförts under hur lång sammanhängande period för att man ska äga tillträde till en a-kassa.

## Historik
Kassan startades den 1 januari 1954 under namnet Sveriges Arbetares Erkända Arbetslöshetskassa (SAEA) med 14339 medlemmar, och ingick direkt i De erkända arbetslöshetskassornas samorganisation. Endast 342 personer övergick från ett tidigare medlemskap i annan a-kassa. Kassans första föreståndare var Gustav Persson, som avgick för pension 1960.